# Ben Maher

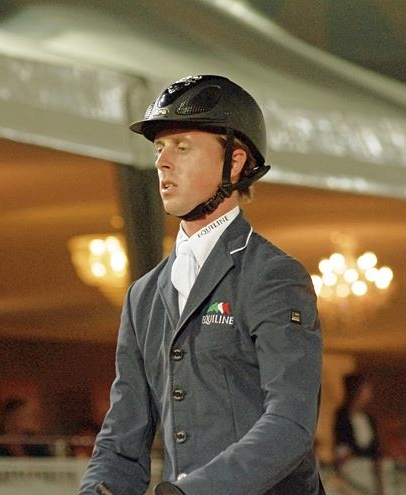
Ben Maher (2012)

Benjamin Richard Maher, MBE (meist verkürzt Ben Maher genannt; * 30. Januar 1983 in London) ist ein britischer Springreiter.

## Werdegang
Maher begann mit acht Jahren zu reiten und gilt als einer der besten Springreiter Großbritanniens. Maher war vielfach Mitglied britischer Nationenpreismannschaften.
Bereits als Ponyreiter gewann Maher mit der britischen Mannschaft bei den Pony-Springreit-Europameisterschaften 1997 und 1998 jeweils Mannschaftsgold.
Im Jahr 2004 gewann Ben Maher mit der britischen Equipe Mannschaftsgold bei den Europameisterschaften der Jungen Reiter. Ein Jahr später wurde er im Alter von 22 Jahren der bis dahin jüngste Sieger des Hickstead Derbys. Bis 2005 war Ben Maher im Stall von Liz Edgar tätig.
Sein erstes internationales Championat in der Altersklasse der „Reiter“ bestritt Ben Maher bei den Olympischen Sommerspielen 2008. Hier nahm er mit der Stute Rolette teil. Mit der britischen Mannschaft belegte er den fünften Platz, im Einzel den 19. Rang.
Ein Jahr später war Maher erneut Mitglied der britischen Championatsequipe bei der Europameisterschaft in Windsor. Im selben Jahr wurde Maher als bester britischer Springreiter ausgezeichnet.
Bei den Olympischen Spielen 2012 in London gewann er auf Triple X Gold in der Mannschaftswertung und belegte im Einzelwettbewerb den neunten Platz. Der August 2013 verlief sehr erfolgreich für Ben Maher: Er gewann mit Tripple X den King Georges V Gold Cup bei der Royal International Horse Show, wurde mit Cella Dritter im Großen Preis der Dublin Horse Show und gewann ebenso mit Cella die Einzel-Silbermedaille sowie mit der Mannschaft die Goldmedaille bei den Europameisterschaften 2013.

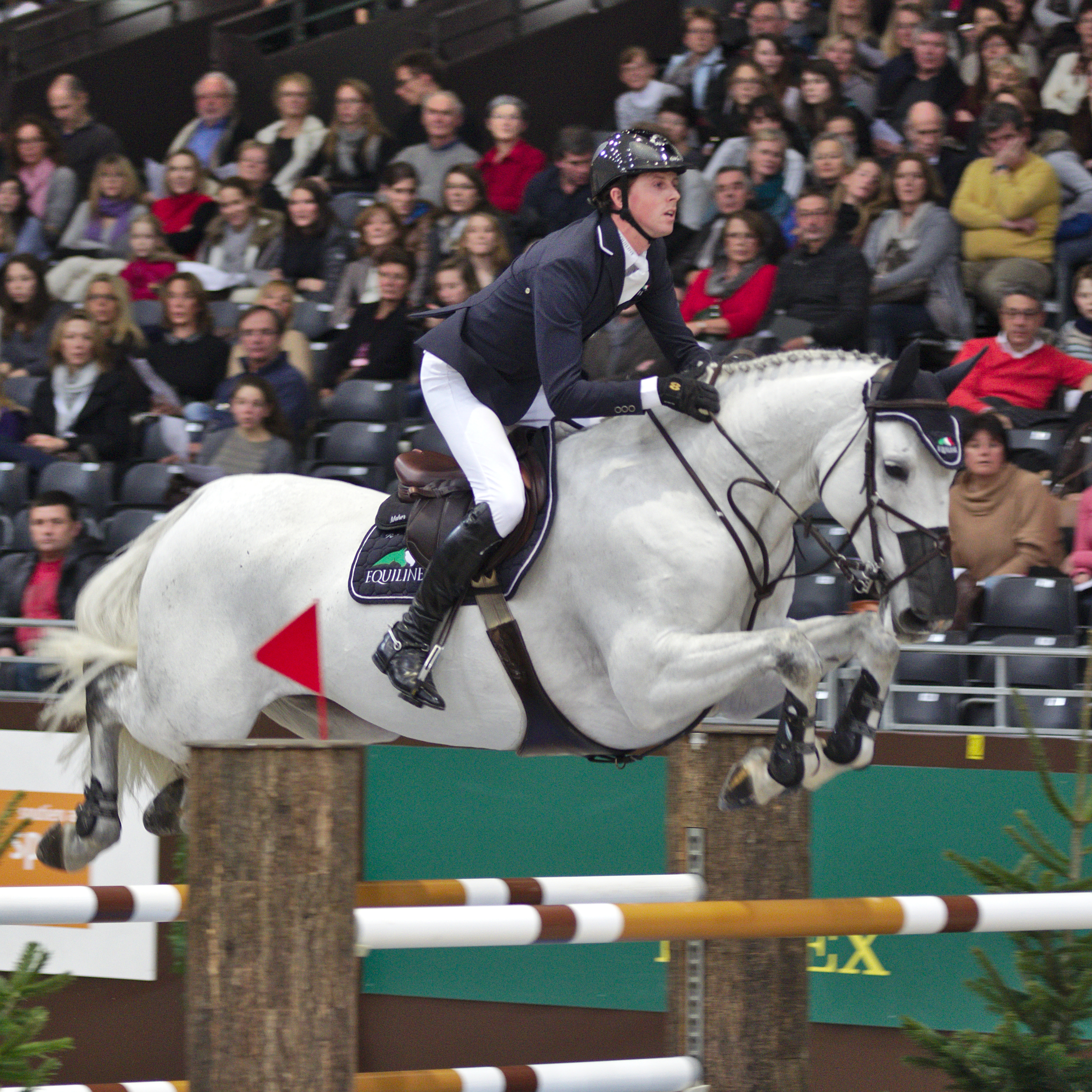
Ben Maher mit Cella beim CHI Genf

Daraufhin übernahm er im September 2013 Platz eins der Weltrangliste. Diesen Rang hatte er bis zum November 2013 inne. Ende des Jahres 2013 kam es zum Bruch zwischen Ben Maher und der Familie Phillips, die seine Arbeitgeber und Pferdebesitzer seit 2005 waren. Maher wurde vorgeworfen, dass er beim Verkauf von Pferden seinen Arbeitgebern einen Teil der erzielten Verkaufsgewinne unterschlagen haben soll. Ben Maher wehrte sich gegen die Vorwürfe. Eine Anklage wurde vor Gericht erhoben, im Juli 2014 wurde ein außergerichtlicher Vergleich geschlossen.
Seit dem Bruch ist Ben Maher selbständig in Elsenham bei Bishop’s Stortford tätig, wo er einen Ausbildungs- und Handelsstall betreibt. Das wichtigste Pferd für Ben Maher in dieser Phase seiner Karriere war die Fuchsstute Diva, die ihm zunächst Liz Edgar zur Verfügung stellte. Mit dieser Stute gewann Maher 2014 den Großen Preis der Olympia London International Horse Show und war 2015 bereits wieder Teil der britischen Mannschaft bei den Europameisterschaften 2015. Ebenso waren Ben Maher und Diva am zweiten Platz der Briten im Nations-Cup-Finale 2015 beteiligt. In den folgenden Jahren konnte sich Maher konstant in den Top 50 der Weltrangliste halten. Auch im Jahr 2016 war Maher Teil der britischen Olympiamannschaft.
Im Jahr 2017 trainiert Ben Maher die Springreiterin Emily Moffitt. Die Poden Farm der Familie Moffitt stellt ihm zudem Turnierpferde für den Turniersport zur Verfügung. Mit den Pferden Explosion W und Winning Good gelang Maher 2018 wieder der Sprung unter die Top 10 der Weltrangliste. Maher war in der Global Champions Tour in den Jahren 2018 und 2019 der klare Sieger der Gesamtwertung. Zudem gewann das Team „London Knights“ der Poden Farms unter maßgeblicher Beteiligung von Ben Maher in beiden Jahren die Global Champions-League-Gesamtwertung.
Bei den Europameisterschaften 2019 verpasste Maher mit Explosion W noch knapp die Goldmedaille, das Paar gewann Silber im Einzel und Bronze mit der Mannschaft. Bei den Olympischen Sommerspielen 2020 in Tokio schließlich gewannen Maher und Explosion W im Einzelwettbewerb die Goldmedaille. 2024 gewann er bei den Olympischen Spielen in Paris gewann er mit der britischen Equipe ebenfalls die Goldmedaille.

## Pferde
Wichtige Pferde im Werdegang von Ben Maher waren bzw. sind:
- Explosion W (* 2009), KWPN-Fuchswallach, Vater: Chacco-Blue, Muttervater: Baloubet du Rouet[18]
- Diva II (* 2005), Anglo European Studbook, Fuchsstute, Vater: Kannan, Muttervater: Berlioz, Züchter: Ted und Liz Edgar; zuletzt 2017 im internationalen Sport gestartet[19]
- Tripple X III (* 2002), Anglo European Studbook, dunkelbrauner Hengst, Vater: Namelus R, Muttervater: Catango Z; wurde ab 2014 von Tiffany Foster geritten[20]
- Cella (* 2002), Belgische Schimmelstute, Vater: Cento, Muttervater: Chin Chin; zuletzt 2015 im internationalen Sport gestartet[21]
- Robin Hood W (* 1998), brauner KWPN-Wallach, Vater: Animo, Muttervater: Libero H; zuletzt 2011 im internationalen Sport gestartet[22]
- Dallas Vegas Batilly (* 2013), braune Selle Français Stute, Vater: Cap Kennedy, Siegerin im CSI4*	Grand Prix Table A in Wellington, FL (Equestrian Center) am 28. Januar 2023, Pfleger Derren Lake

## Ergebnisse bei Championaten und Weltcupfinals
- Olympische Sommerspiele:
  - 2008, Peking/Hongkong: mit Rolette 5. Platz mit der Mannschaft und 19. Platz im Einzel
  - 2012, London: mit Tripple X III Goldmedaille mit der Mannschaft und 9. Platz im Einzel
  - 2016, Rio de Janeiro: mit Tic Tac 12. Platz mit der Mannschaft und 25. Platz im Einzel
  - 2020 (2021), Tokio: mit Explosion W 10. Platz mit der Mannschaft und Goldmedaille im Einzel
  - 2024, Paris: mit Dallas Vegas Batilly Goldmedaille mit der Mannschaft und 9. Platz im Einzel

- Europameisterschaften:
  - 1997 (Ponyreiter): Goldmedaille mit der Mannschaft
  - 1998 (Ponyreiter): Goldmedaille mit der Mannschaft
  - 2001 (Junioren): Teilnahme
  - 2003 (Junge Reiter): Teilnahme[3]
  - 2004 (Junge Reiter): mit Alfredo Goldmedaille mit der Mannschaft und 30. Platz im Einzel
  - 2009, Windsor: mit Robin Hood W 6. Platz mit der Mannschaft und 15. Platz im Einzel
  - 2011, Madrid: mit Tripple X III Bronzemedaille mit der Mannschaft und 12. Platz im Einzel
  - 2013, Herning: mit Cella Goldmedaille mit der Mannschaft und Silbermedaille im Einzel
  - 2015, Aachen: mit Diva II 4. Platz mit der Mannschaft und 23. Platz im Einzel
  - 2019, Rotterdam: mit Explosion W Bronzemedaille mit der Mannschaft und Silbermedaille im Einzel

- Weltcupfinale:
  - 2009, Las Vegas: mit Robin Hood W 7. Platz[6]